# Pierre Lanfrey

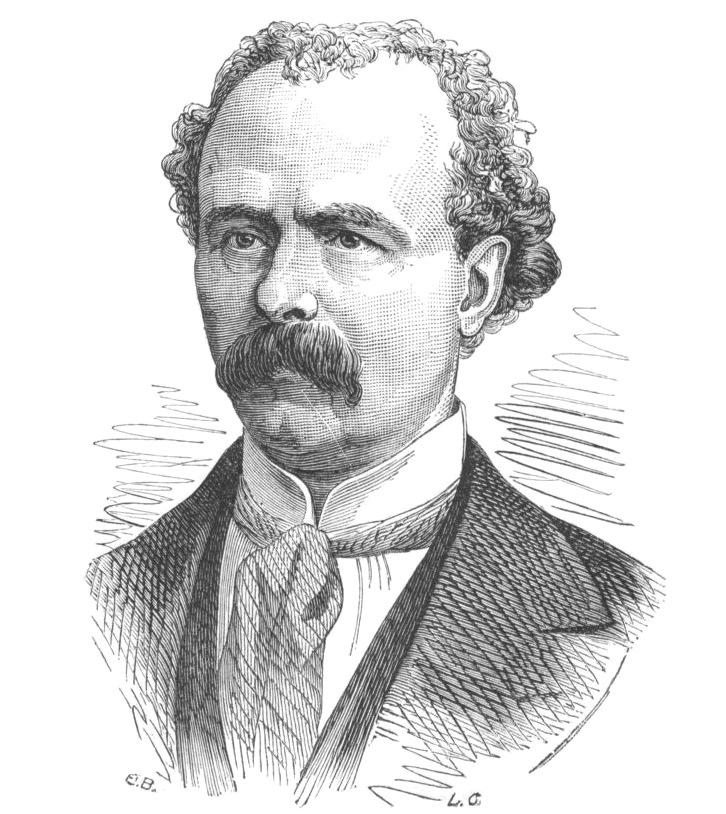
Pierre Lanfrey en Le Monde Illustré, 24 de noviembre de 1877.

Pierre Lanfrey (Chambéry, 26 de octubre de 1828 - Pau, 15 de noviembre de 1877) fue un político e historiador francés.

## Biografía
Hijo de un antiguo oficial del Imperio napoleónico, comenzó sus estudios en el colegio que los jesuitas tenían en Chambéry (Saboya); pero un panfleto que compuso contra los reverendos padres obligó a su familia a cambiarlo al Liceo Condorcet en París, entonces llamado Collège Royal Bourbon, y después siguió los cursos de la Facultad de Derecho en la Sorbona, aunque prefirió aprender italiano y alemán y consagrarse a la filosofía, la historia y la literatura.
En 1857 se hizo notar por su L'Église et les philosophes du XVIII siècle ("La iglesia y los filósofos del siglo XVIII"). Las opiniones democráticas y anticlericales que allí exponía atrajeron la atención sobre el autor, quien publicó poco después un Essai sur la Révolution française (1858), una Histoire politique des papes (1860) y Études et portraits politiques (1863), obras tocadas por esa misma ideología. Hacia esa misma época colaboró en el diario Le Temps (1861-1942). En 1867 comenzó a publicar su obra más importante, una Histoire de Napoléon I en cinco volúmenes (1867-1875 y uno póstumo de 1886) que al fallecer dejó inconclusa cuando el Emperador preparaba la campaña de Rusia a fines de 1811; en esta obra estudiaba desde un nuevo punto de vista los actos políticos y militares de Napoleón y con una severidad que le causó vivas polémicas. Lanfrey se fundaba en nuevos materiales: la correspondencia del Emperador publicada entre 1858 y 1870, e intentaba desmitificar al personaje examinando críticamente las leyendas surgidas sobre él a la luz de los documentos, explicando así los motivos que orientaban e impulsaban su política. No obstante, en su deseo de refutar los conceptos erróneos de entonces y las exageraciones sobre las capacidades de Napoleón, minimizó indebidamente su genio militar y administrativo. 
Republicano moderado, Lanfrey desaprobó la conducta de la delegación provincial del gobierno de la Defensa nacional, atacó personalmente a Léon Gambetta, rehusó la Prefectura del Norte que le ofrecieron e hizo la Guerra franco-prusiana de 1870 entre los movilizados de Saboya. 
Tras el armisticio fue elegido el ocho de febrero de 1871 representante de las Bouches-du-Rhône ("Bocas del Ródano") en  la Asamblea nacional de 1871. Se inscribió en el centro izquierda y votó con los republicanos conservadores que apoyaron la política de Adolphe Thiers. Nombrado el 9 de octubre de 1871 embajador de Francia en Berna, dimitió el 24 de mayo de 1873 y volvió a tomar parte en los trabajos parlamentarios. Vicepresidente del centro-izquierda, Pierre Lanfrey fue elegido senador vitalicio por la Asamblea Nacional. Se inscribió entonces en el centro-izquierda del Senado, pero su estado de salud no le permitió asistir asiduamente a las sesiones; obligado a residir en el Mediodía, falleció en Pau el 15 de noviembre de 1877.

## Obras
- Œuvres complètes (1879-), 12 vols.
- Correspondance, (1885), 2 vols.
- L'Église et les philosophes au dix-huitième siècle (1855; 2.ª ed. con una noticia sobre el autor de E. de Pressensé, 1879)
- Essai sur la révolution française (1858)
- Histoire politique des papes (1860)
- Lettres d'Evérard (1860), novela epistolar.
- Le Rétablissement de la Pologne (1863)
- Études et portraits politiques (1863)
- Histoire de Napoléon Ier (1867-1886), 5 vols.